# Emancipace
Emancipace znamená vyproštění ze závislosti na někom nebo na něčem, získání svobody, společenské nezávislosti, rovných práv.

## Původ a význam v českém právu
Slovo pochází z latinského e-mancipare, propustit z područí, od manus, ruka, a capere, uchopit, držet. V římském právu znamenalo propuštění dospělého syna z moci otcovské (patria potestas). Opatření mělo původně syna chránit z nadměrného vykořisťování jeho pracovní síly – otec (pater familias) syna často prodával k dočasné práci v cizím domě, kde měl podobné postavení jako otrok, byl tzv. osoba v mancipiu, persona in mancipium. Po vydání zákona 12 desek začal být trojí formální obrazný prodej (mancipatio) a prodej zpátky (remancipatio) používán k dobrovolnému rozvázání otcovské moci. Syn se stal emancipací osobou sui iuris. Později se tohoto způsobu užívalo i k propuštění otroka a podobně.
Na základě toho se za emacipaci označuje rovněž přiznání svéprávnosti, ačkoli přesnější označení je prominutí, resp. přidání let (venia aetatis). Podle § 37 českého občanského zákoníku soud na návrh přizná svéprávnost nezletilému, jestliže už dosáhl 16 let věku, pokud se prokáže jeho schopnost samostatně se živit a obstarávat si své záležitosti a souhlasí-li s tím jeho zákonný zástupce (resp. sám nezletilý, podá-li návrh zákonný zástupce). Soud ale může návrhu vyhovět i tehdy, je-li to z vážných důvodů v zájmu nezletilého.

## Novověké emancipace
Novověký program emancipace, chápané nikoli jako propuštění, nýbrž jako vymanění se vlastní silou, začal bojem měšťanů o svobodu a politický vliv od 15. století. Později se týkal náboženských svobod pro menšiny, v 18. století zrušení nevolnictví a od počátku 19. století i emancipace národů a etnik. Nevolnictví bylo v Rakousku zrušeno 1781, robotní povinnost 1848. Už od poloviny 18. století se v Evropě prosazovala emancipace otroků (zrušení otroctví čili abolicionismus) v koloniích, jež se uskutečnila v britských koloniích do roku 1833, ve francouzských před 1858 a roku 1863 v USA. Počátkem 19. století došlo ve většině evropských zemí k emancipaci židů a roku 1829 k emancipaci katolíků v Anglii. V 19. století vzniklo hnutí za emancipaci žen, za jejich přístup na vysoké školy, do zaměstnání a za volební právo. V téže době začíná i zápas dělníků o politická práva a sociální zajištění.